# Microsoft Foto
Microsoft Foto è il moderno organizzatore di immagini, editor grafico e editor video di Microsoft. È stato inizialmente incluso in Windows 8 come sostituto funzionale di Visualizzatore foto di Windows. Foto è integrato con Microsoft Sway e può utilizzare foto selezionate come fonte per la creazione di un progetto Sway. Gli utenti possono anche caricare foto su OneDrive, Facebook, Twitter, Instagram e GroupMe per la condivisione.

## Gestione delle foto
Microsoft Foto è un'app a istanza singola. Può organizzare la raccolta di foto digitali nella sua galleria in album. La vista predefinita è Raccolta, che è ordinata per data. Gli utenti possono anche visualizzare gli elementi per Album o Cartella. La vista album mostra sia gli album generati automaticamente che quelli generati dall'utente. La vista cartelle visualizza i file in base alla loro posizione nel file system o in OneDrive. Gli utenti possono scegliere quali cartelle visualizzare e quali file posizionare negli album.

## Fotoritocchi
Microsoft Photos offre le seguenti funzioni di base dell'editor di grafica raster:
- Correzione di esposizione o colori
- Ritaglio
- Riduzione degli occhi rossi
- Rimozione delle macchie
- Riduzione del rumore

Gli utenti possono modificare con una barra laterale simile a quella di Google Foto, che consente loro di regolare le ombre, le luci, la nitidezza e i filtri della foto. Inoltre, Foto consente agli utenti di tagliare, rallentare e salvare foto dai video.
Le tecnologie di fotoritocco sviluppate da Microsoft Research, tra cui Photo Fuse e AutoCollage non sono attualmente incluse in Foto. Non c'è la possibilità di ridimensionare in batch le foto, in cui più foto possono essere ridimensionate in una singola azione.
A differenza di Galleria fotografica, che salva automaticamente le modifiche, Foto salva solo quando un utente fa clic sul pulsante Salva o Salva con nome. Inoltre, Foto consente agli utenti di confrontare il file originale con il file con modifiche non salvate e di salvare la foto con un nome e una posizione diversi.

## Microsoft Story Remix (editor video)
Story Remix è un software per il montaggio video 3D integrato nell'app Foto. Destinata a sostituire il vecchio Windows Movie Maker, questa funzione è stata aggiunta a Microsoft Foto con Fall Creators Update per Windows 10. Story Remix utilizza l'intelligenza artificiale e "l'apprendimento profondo per organizzare e trasformare le tue foto e i tuoi video in storie". Story Remix consente agli utenti di creare video da immagini e canzoni dall'app Foto o importandoli. Contiene inoltre funzionalità per aggiungere transizioni, effetti 3D, colonne sonore, animazioni e stili 3D ai video.
Lo strumento include anche una funzionalità "Aggiungi narrazione" in Windows 10 Pro, che consente all'utente di aggiungere più clip audio ai propri video.

## Importazione di foto e video
Lo strumento di importazione foto/video di Photos offre la possibilità di visualizzare e selezionare le foto che vengono automaticamente raggruppate per data di acquisizione e scegliere dove salvare i file.
Le foto possono mostrare singole immagini, visualizzare tutte le immagini in una cartella come una presentazione, riorientarle con incrementi di 90° o tramite un controllo granulare, stamparle direttamente o tramite un servizio di stampa online, inviarle via e-mail o salvarle in una cartella o un disco. Windows Photo Viewer supporta immagini nei formati di file BMP, JPEG, JPEG XR (precedentemente HD Photo), PNG, ICO, GIF, RAW, PANO e TIFF.

## Evoluzione
Le foto sono costruite da una base di codice separata da quelle di Raccolta foto e Visualizzatore foto di Windows. È stato inizialmente incluso in Windows 8.0 e aveva uno sfondo personalizzabile e un visualizzatore di foto di Facebook, entrambi rimossi nell'aggiornamento di Windows 8.1 all'app. Ha inoltre introdotto la possibilità di visualizzare file PANO immersivi e impostare una foto come riquadro live dell'app o schermata di blocco di Windows. Come la maggior parte delle altre app progettate per Windows 8, i controlli sono nascosti fino a quando l'utente non fa clic con il pulsante destro del mouse sullo schermo.
In Windows 10, Foto originariamente rendeva visibili agli utenti i controlli di base e consentiva di impostare una foto come sfondo del desktop. A differenza della maggior parte delle app Microsoft progettate appositamente per Windows 10, Foto utilizzava pulsanti rotondi come quelli su Windows 8 per la modifica. Le categorie di controllo sono elencate come pulsanti sul lato sinistro dell'app e le opzioni di modifica specifiche sono elencate come pulsanti sul lato destro dell'app. La visualizzazione delle cartelle e la possibilità per gli utenti di modificare gli album sono state aggiunte all'app dopo il rilascio iniziale su Windows 10 in risposta al feedback degli utenti. Photos include tutte le funzionalità di Windows Photo Viewer tranne la funzione Masterizza su disco e in futuro potrebbe ottenere più funzionalità da Photo Gallery. La vista originale presentava esclusivamente un tema scuro.
Un importante aggiornamento rilasciato nell'ottobre 2016 ha sostituito il vecchio menù con un altro che ha sostituito gli strumenti di modifica radiale con una barra laterale di modifica e ha aggiunto una visualizzazione a schermo intero, la modifica dell'inchiostro per foto e video e un tema leggero.

## Problemi
L'interfaccia utente include pulsanti per ruotare in senso antiorario e orario (scorciatoie da tastiera Ctrl++ e Ctrl+- rispettivamente). Facendo clic su questi pulsanti si sovrascrive il file di immagine (modificandone la data e i dati Exif.) senza preavviso e senza un'opzione per "annullare" l'azione.
Nell'interfaccia di visualizzazione, i pulsanti per spostarsi a sinistra o a destra tra le foto scompaiono se il mouse è spento per un tempo prestabilito. Spostando nuovamente il mouse sull'app, riappare.